# Drăgoești (Ialomița)
Drăgoeşti é uma comuna romena localizada no distrito de Ialomiţa, na região de Muntênia. A comuna possui uma área de 47.47 km² e sua população era de 928 habitantes segundo o censo de 2007.